# Рыбинский троллейбус
Рыбинский троллейбус — троллейбусная система города Рыбинска. Открытие троллейбусного движения состоялось 14 декабря 1976 года. Перевозку пассажиров осуществляет АО «Рыбинскэлектротранс».

## Оплата проезда
Оплата проезда производится кондуктору, после чего он выдает отрывной контрольный билет, являющийся документом об оплате проезда. Билет следует сохранять до конца поездки. На нём указывается наименование обслуживающей организации, цена — шестизначный номер и его серия. Льготный проезд оплачивается по специальной транспортной картой через электронный валидатор у кондуктора, для учащихся льготный месячный проездной. Стоимость установлена в размере 26 и 13 рублей соответственно. На билете так же имеется дополнительный номер и штрих-код, для отслеживания оплаты и ведения средств в системе налогооблажения.
Также проезд может осуществляться по месячным проездным билетам, предъявляемым кондуктору.
С 2022 в троллейбусах начали устанавливать валидаторы. Проезд можно оплатить прикладывая средство оплаты в к валидатору. В некоторых троллейбусах остались кондукторы.

## История
14 декабря 1976 — открыто троллейбусное управление. Движение было организовано по одному маршруту № 1 от ул. Ворошилова до Соборной пл.
7 января 1977 — открыто движение по маршруту № 3 от железнодорожного вокзала до Соборной пл..
10 февраля 1977 — открыто движение по маршруту № 2 от ул. Ворошилова до железнодорожного вокзала.
27.10.1977 — открыто движение по маршруту № 4 от ул. Расторгуева до Соборной пл.
06.02.1978 — открыто движение по маршруту № 5 от ул. Расторгуева до железнодорожного вокзала.
04.06.1978 — продлен маршрут № 4: ул. Горького — ул. Блюхера — ул. Захарова — ул. Горького и обратно.
09.09.1980 — открыто движение по маршруту № 6 от ул. Расторгуева через просп. Ленина — ул. Горького — Волочаевскую ул. — Н. Папушевскую ул. — ул. Горького и обратно.
04.11.1980 — продлен маршрут № 1 до Соснового пер.
16.03.1982 — открыто движение по маршруту № 7 от ул. Ворошилова до Соборной пл.
03.12.1982 — продлен маршрут № 6 до завода «Призма».
05.10.1983 — изменены пути следования маршрута № 5 — через просп. Революции.
05.11.1983 — продлен маршрут № 4 до просп. Революции.
01.02.1984 — открыто движение по маршруту № 3К (8) от железнодорожного вокзала через ул. Горького — ул. Блюхера — ул. Захарова — ул. Горького и обратно.
03.03.1986 — продлен маршрут № 2 до ул. Гагарина.
11.11.1987 — изменены пути следования маршрута № 5 по ул. Свободы — ул. Плеханова — железнодорожный вокзал и обратно.
07.12.1987 — изменены пути следования маршрута № 7 — через Скоморохову гору с заходом на железнодорожный вокзал и до Соборной пл.
15.04.1988 — изменены пути следования маршрута № 7 — без захода на железнодорожный вокзал; продлен маршрут № 3К (8) до Скомороховой горы.
31.08.1989 — продлен маршрут № 7 до Соснового пер.
01.02.1990 — продлен маршрут № 4 до ул. Расторгуева и обратно через просп. Революции; закрыт маршрут № 7.
Весна 1995 года — в связи с открытием моста, связавшего ул. Фурманова (микрорайон Скоморохова гора) и просп. Революции (микрорайон Веретье-3), троллейбусы маршрутов № 4 и № 5 стали следовать через Скоморохову гору (при этом маршрут № 5 продлен до ул. Блюхера).
Вторая половина 90-х годов — маршрут № 2 изменен: от ул. Ворошилова троллейбус следует по ул.Свободы, через Скоморохову гору до ул. Расторгуева. Контактная сеть до ул. Гагарина впоследствии демонтируется.
Начало 2000-х годов — на несколько лет возобновлено движение от ул. Ворошилова до Соснового пер. (маршрут № 8). Маршрут № 2 отменен.
11.09.1997 — в Рыбинск из Зальцбурга прибыли 3 подержанных троллейбуса модели Gräf & Stift OE112 M11. Машинам присвоены бортовые номера 5, 27 и 41.
01.08.2000 — НПО «Сатурн» передало в распоряжение РТУ троллейбус модели АКСМ 101ПС. Машине присвоен бортовой номер 43.
01.02.2008 — открыто движение по маршруту № 7 от ул. Ворошилова до завода «Призма» через Скоморохову гору без захода на железнодорожный вокзал.
01.09.2009 — переименована конечная остановка «Улица Ворошилова» в «Троллейбусный парк»; продлен маршрут № 1 до ул. Расторгуева; продлён маршрут № 6 до Троллейбусного парка.
22.11.2010 — закрыт маршрут № 8 в связи с нерентабельностью, линия в Заволжский район демонтируется.
10.08.2011 — закрыт маршрут № 7 в связи с нерентабельностью.

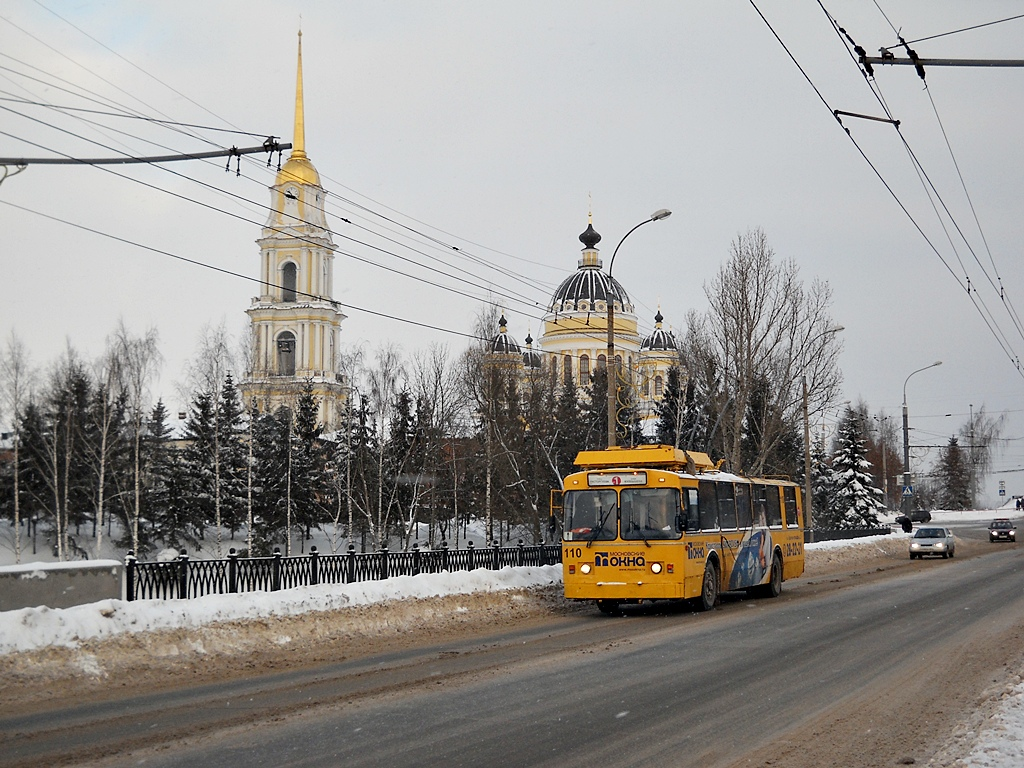
Троллейбус 110 на маршруте №1

19.12.2011 — Рыбинское троллейбусное управление сменило собственника. По результатам торгов РТУ было куплено за 126 миллионов рублей вологодской компанией ООО «КС-Авто»..
01.12.2017— закрыт маршрут № 3 в связи с нерентабельностью
10.08.2020 — открыт тестовый маршрут 2 от и до ул. Расторгуева (через Ж/д Вокзал, односторонний)
01.09.2020 — открыт тестовый маршрут 7 от ул. Расторгуева до Ж/д Вокзала и назад
02.10.2020 — закрыт маршрут 2 в связи с нерентабельностью
14.02.2022 — начало тестирования и установки валидаторов в троллейбусах

Карта Рыбинского троллейбуса (2021)

## Перспективы развития
Маршрут №5 планировалось перенаправить с Полиграфа в Мариевку, а №3 - на улицу Куйбышева. Организовать троллейбусное движение по улицам Герцена и Юбилейной, а при поступлении в эксплуатацию машин с автономным ходом - провести троллейбусы в мкр. Северный, мкр. Переборы, мкр. Копаево и мкр. Волжский. В перспективе — восстановление маршрута №2. На данный момент троллейбусная сеть находится в стабильном состоянии.
По состоянию на 2021 год из эксплуатации выводятся троллейбусы с системой управления РКСУ. Система переходит на новый уровень энергопотребления. Превалируют троллейбусы с системой ТрСУ и обладающие рекуперацией, что значительно снижает энергозатраты.

## Законсервированные и закрытые линии
- Линия по ул. Герцена и далее на акведук до ул. Горького — используется при возникновения нештатных ситуаций, когда троллейбусы не могут осуществлять своё движение через Соборную пл.
- Линия по ул. Стоялой — закрыта в августе 2018 года. Использовалась для движения троллейбусного маршрута №3 (по рабочим дням); В остальное время троллейбусы следовали по ул. Пушкина. Демонтирована в 2018 году сразу после закрытия 3го маршрута.
- Линия по мосту через р. Волгу — закрыта в апреле 2011 года в связи с отменой маршрута №8 (закрыт в ноябре 2010). Линия частично демонтирована. Сохранился участок от Соснового переулка до Соборной площади. Связано это с тем, что в Сосновом переулке находится тяговая подстанция, питающая центр города. Во время ремонта моста демонтирована полностью (2023 год). Подстанция на левом берегу Волги отрезана от сети.
- Линия по ул. Гагарина — закрыта во второй половине 1990-х годов. Использовалась для движения маршрутов №2, 5 и 7 (в 1980-х и 1990-х). Демонтирована в 2000-2002 году.
- Линия по Вознесенскому и Преображенскому переулкам — использовалась для маршрутов №1 и №3. Демонтирована.
- Поворот с ул. Волочаевской на ул. Полиграфская — неиспользуемая линия. Используется для оперативного оборота троллейбусов 6го маршрута. В случае сбоя движения на Полиграфе, троллейбусы маршрутов 1,4,5 следуют через эту линию.
- Поворот с пр. Ленина на ул. Свободы (в сторону Соборной площади) — bспользовался в своё время для движения маршрута №2, ныне неиспользуемая линия.
- Поворот с ул. Свободы на ул. Кирова — неиспользуемая линия.
- Поворот с ул. Пушкина на ул. Герцена — неиспользуемая линия.
- Разворотное кольцо на железнодорожном вокзале — pакрыто в связи с реконструкцией вокзала в 2009 году. В 2014 году после реконструкции привокзальной площади, было восстановлено кольцо для разворота троллейбусов при движении в сторону улицы Пушкина.
- Резервная линия с улицы Максима Горького на улицу Блюхера (при движении в сторону Соборной площади). Использовалась некоторое время первыми выпусками маршрута №6, для заезда в микрорайон Полиграф. На данный момент линия используется в обратном направлении, при движении с улицы Блюхера, на ул. М.Горького. Используется как резервное кольцо.

## Подвижной состав
По состоянию на февраль 2025 года в Рыбинске эксплуатируются троллейбусы моделей:
| Модель                    | Машин всего | из них работает |
| ------------------------- | ----------- | --------------- |
| ВМЗ-5298.01-50 «Авангард» | 40          | 30              |
| ЗиУ-682 КР Иваново        | 1           | 0               |
| ЗиУ-682 (ВЗСМ)            | 1           | 0               |
| ВМЗ-52981 «Лидер»         | 3           | 0               |
| ЛиАЗ-5280                 | 1           | 1               |
| ВМЗ-5298.01 (ВМЗ-463)     | 2           | 0               |
| Всего                     | 48          | 31              |

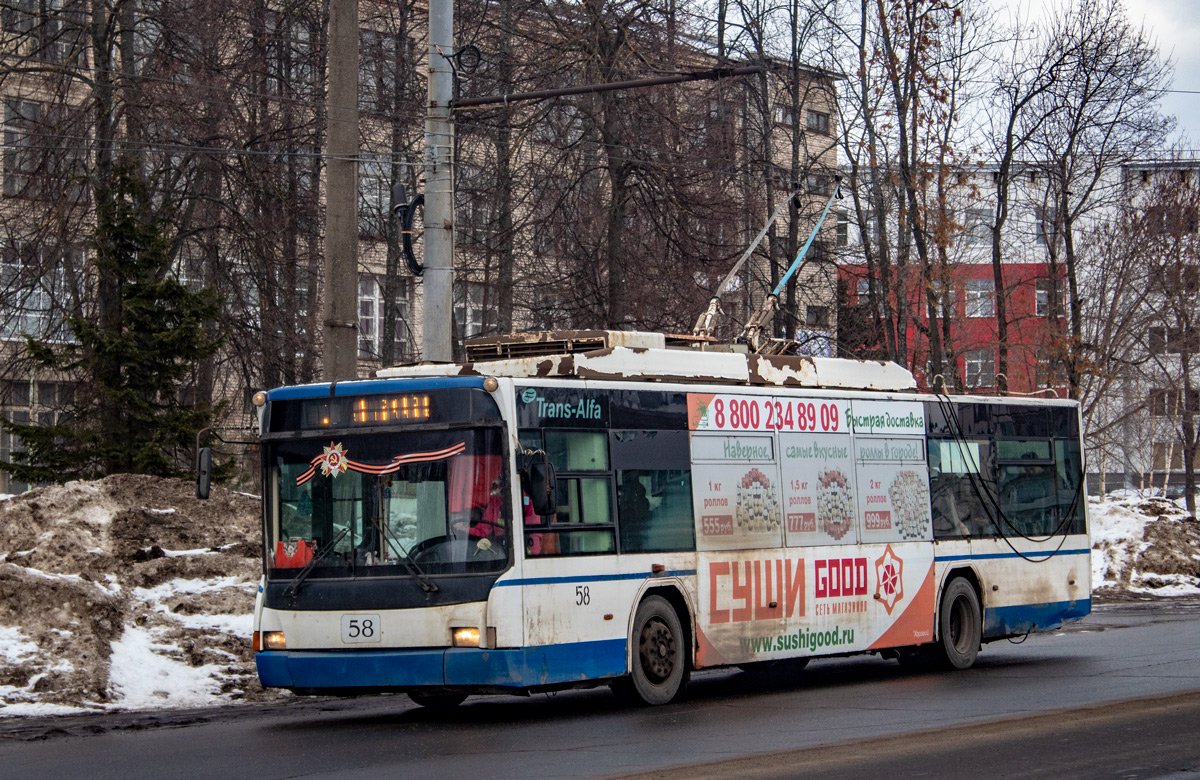
ВМЗ-5298.01 (ВМЗ-463) в Рыбинске

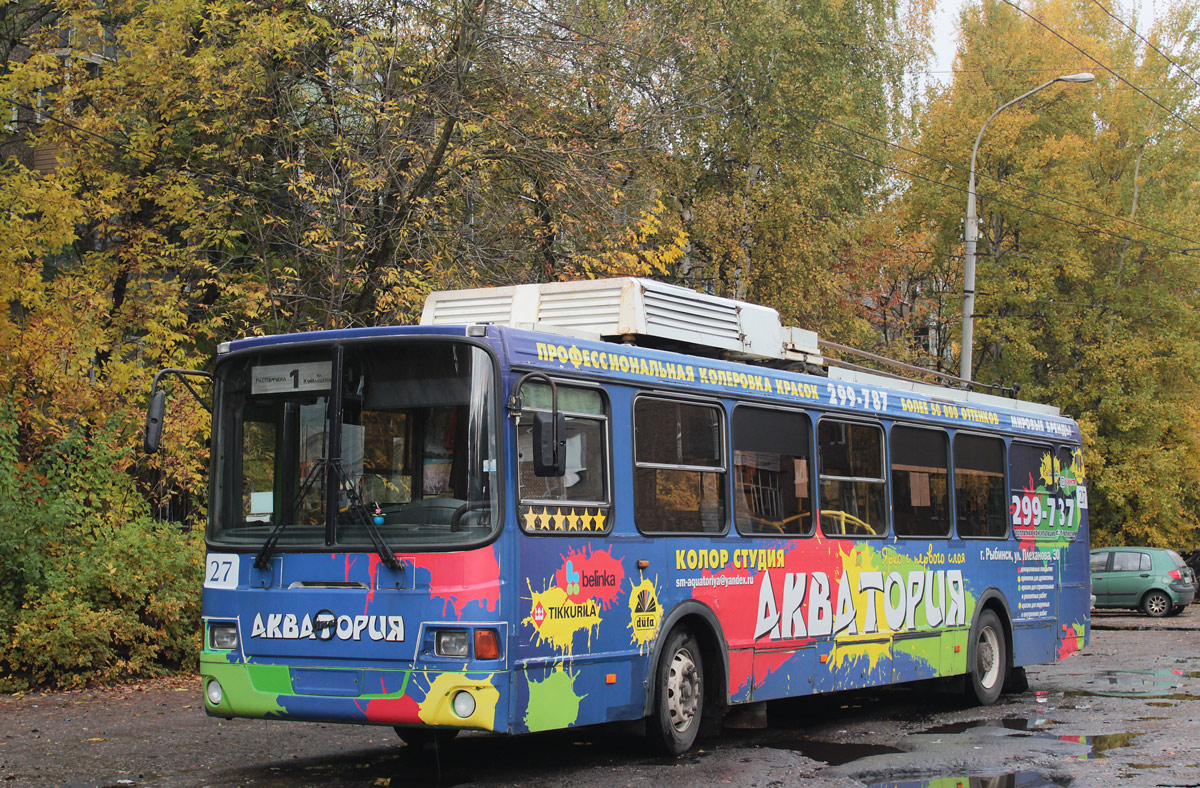
ЛиАЗ-5280 в Рыбинске

В середине 2009 года на все троллейбусы была поставлена спутниковая система навигации в реальном времени. Она позволяет диспетчеру отслеживать движение троллейбусов на карте города, и в случае ДТП, разрыва проводов диспетчер может перенаправить троллейбусы на другую ветку. Также эта система позволила оптимизировать движение троллейбусов по расписанию, чтобы они не ездили «кучей» и чтобы пассажиры не мерзли на остановках.
В 2018 и 2019 годах в Рыбинск были доставлены троллейбусы марки ВМЗ-5298.01 «Авангард», выведенные из эксплуатации в Казани. Общее количество поставленных машин составляет 29 машин. Но не всем из них было суждено выйти на линию в Рыбинске. Часть машин сразу стала донором запчастей для своих "собратьев", в виду удручающего состояния кузова и агрегатов. Бортовые номера (борт.№ Казани/борт.№ в Рыбинске) машин б/у Казань: 2209/1, 2109/2, 2108/3, 2211/6, 2212/9, 2215/11, 2105/17, 1212/23, 2112/31, 214/43, 1216/46, 2107/71, 2114/72, 2113/73, 2214/74, 2106/75, 2111/76, 1113/77, 1107/79, 1114/81, 1109/82, 1213/84, 1108/85, 1117/86, 1119/87, 1215/88, 1118/89, 2213/91, 2110/95, 2210/98,